# グンマの休日
グンマの休日（ぐんまのきゅうじつ、Gunma Holiday）とは、群馬県が2010年に制作、発表した観光PR映像。

## 概要
群馬県が2010年（平成22年）4月20日に発表した30秒の観光PR映像で、1953年のアメリカ映画『ローマの休日』をもじっている。映像は、JRグループ各社により2011年7月から8月にかけておこなわれる予定の「群馬デスティネーションキャンペーン」を見越したものである。内容は、群馬県出身で「ぐんま大使」を務めるタレントの中山秀征（藤岡市出身）と井森美幸（下仁田町出身）が、富岡製糸場など県内の観光地を背景に下仁田ネギや焼きまんじゅうなどの特産品を投げ合うというものである。

## ポスター
この映像に合わせてポスターも発表された。中山秀征と井森美幸がピクニックスタイルで尾瀬の湿原にかかる木道でポーズを決めたもので、湿原にはミズバショウではなくキャベツが写っている。